# NASA Astronautengroep 12
The GaFFers was de bijnaam van NASA's twaalfde astronautengroep, die in 1987 werd geselecteerd.
De groep bestond uit:
| Astronaut         | Aantal vluchten | Missies                                                                          | Status              |
| ----------------- | --------------- | -------------------------------------------------------------------------------- | ------------------- |
| Thomas Akers      | 4               | STS-41, STS-49, STS-61, STS-79                                                   | Pensioen 01.08.1997 |
| Andrew Allen      | 3               | STS-46, STS-62, STS-75                                                           | Pensioen 01.10.1997 |
| Kenneth Bowersox  | 5               | STS-50, STS-61, STS-73, STS-82, STS-113/ISS 6/Sojoez TMA-1                       | Pensioen 30.09.2006 |
| Curtis Brown      | 6               | STS-47, STS-66, STS-77, STS-85, STS-95, STS-103                                  | Pensioen 31.12.1999 |
| Kevin Chilton     | 3               | STS-49, STS-59, STS-76                                                           | Pensioen ??.08.1998 |
| Nancy Jan Davis   | 3               | STS-47, STS-60, STS-85                                                           | Pensioen 21.06.1999 |
| Michael Foale     | 6               | STS-45, STS-56, STS-63, STS-84/Mir-23/Mir-24/STS-86, STS-103, Sojoez TMA-3/ISS 8 | Pensioen ??.08.2013 |
| Gregory Harbaugh  | 4               | STS-39, STS-54, STS-71, STS-82                                                   | Pensioen 30.03.2001 |
| Mae Jemison       | 1               | STS-47                                                                           | Pensioen 08.03.1993 |
| Donald McMonagle  | 3               | STS-39, STS-54, STS-66                                                           | Pensioen ??.07.1997 |
| Bruce Melnick     | 2               | STS-41, STS-49                                                                   | Pensioen ??.07.1992 |
| William Readdy    | 3               | STS-42, STS-51, STS-79                                                           | Pensioen 14.10.2005 |
| Kenneth Reightler | 2               | STS-48, STS-60                                                                   | Pensioen ??.07.1995 |
| Mario Runco       | 3               | STS-44, STS-54, STS-77                                                           | Pensioen 27.06.2002 |
| James Voss        | 5               | STS-44, STS-53, STS-69, STS-101, STS-102/ISS 2/STS-105                           | Pensioen ??.06.2003 |